# Xabier Isasa
Isasa  Larrañaga est un nom espagnol. Le premier nom de famille, en général paternel, est Isasa ; le second, en général maternel, souvent omis, est Larrañaga.
Xabier Isasa Larrañaga (né le 24 août 2001 à Urretxu au Pays basque) est un coureur cycliste espagnol. Il est membre de l'équipe Euskaltel-Euskadi.

## Biographie
Chez les juniors (moins de 19 ans), Xabier Isasa se distingue lors de la saison 2019 en remportant le Tour de Pampelune,. Il rejoint ensuite le club local Grupo Eulen en 2020, pour ses débuts espoirs (moins de 23 ans). Décrit comme un coureur complet, il obtient diverses accessits dans les courses du calendrier amateur basque. 
En 2021, il signe chez Laboral Kutxa, réserve de l'équipe professionnelle Euskaltel-Euskadi. Régulier, il remporte le classement final du Torneo Helduz, grâce à deux victoires (Xanisteban Saria, San Roman Saria) et de nombreuses places d'honneur. Il termine également deuxième et meilleur jeune du Tour de Madrid, réservé aux coureurs de moins de 23 ans.
Satisfaite de ses performances, l'équipe Euskaltel-Euskadi le fait passer professionnel en 2022, avec un contrat de deux ans. Il fait ses débuts dès le mois de janvier lors des épreuves du Challenge de Majorque.

## Palmarès
- 2018
  - 3e du Mémorial Aitor Bugallo juniors
- 2019
  - Tour de Pampelune
- 2020
  - 2e de l'Oñati Proba
  - 2e du Torneo Lehendakari
  - 2e du championnat du Guipuscoa du contre-la-montre espoirs (Mémorial Gervais)
  - 3e du San Gregorio Saria
  - 3e du Torneo Euskaldun
- 2021
  - Vainqueur du Torneo Helduz
  - Xanisteban Saria
  - San Roman Saria
  - 2e de l'Antzuola Saria
  - 2e du Dorletako Ama Saria
  - 2e du Tour de Madrid
  - 2e de la Leintz Bailarari Itzulia
  - 2e de l'Euskal Bailarak Kriteriuma
  - 2e du San Bartolomé Sari Nagusia
  - 2e de l'Oñati Proba
  - 3e du championnat du Guipuscoa du contre-la-montre espoirs (Mémorial Gervais)
  - 3e du Mémorial Etxaniz

## Résultats sur les grands tours

### Tour d'Espagne
1 participation
- 2024 : 104e

## Classements mondiaux
| Année                                 | 2023  | 2024  |
| ------------------------------------- | ----- | ----- |
| Classement mondial                    | 2505e | 2315e |
|                                       |       |       |
| Légende : nc = non classéSource : UCI |       |       |